# PANX1
PANX1‏ (Pannexin 1) هوَ بروتين يُشَفر بواسطة جين PANX1 في الإنسان.